# Cá mú hoa nâu
Cá mú/song hoa nâu, còn gọi là cá mú cọp, danh pháp là Epinephelus fuscoguttatus, là một loài cá biển thuộc chi Epinephelus trong họ Cá mú. Loài này được mô tả lần đầu tiên vào năm 1775.

## Từ nguyên
Từ định danh fuscoguttatus được ghép bởi hai âm tiết trong tiếng Latinh: fuscus ("sẫm đen") và guttatus ("lốm đốm"), hàm ý đề cập đến cơ thể đầy các vệt đốm màu nâu sẫm của loài cá này.

## Loài bị đe dọa
Do có giá trị kinh tế và thương mại cao mà cá mú hoa nâu bị đánh bắt quá mức, đặc biệt nhắm vào các đàn sinh sản và bắt cá con để nuôi, trên khắp phạm vi phân bố của chúng. Ngoài ra, sự suy thoái môi trường biển đối với rạn san hô và vấn nạn biến đổi khí hậu cũng ảnh hưởng phần nào đến loài cá này. Do đó, cá mú hoa nâu được xếp vào mức Loài sắp nguy cấp trong Sách đỏ IUCN.

## Phân bố và môi trường sống
Cá mú hoa nâu có phân bố rộng khắp Ấn Độ Dương - Thái Bình Dương và cả Biển Đỏ (nhưng không được tìm thấy ở vịnh Ba Tư), từ Đông Phi trải dài về phía đông đến quần đảo Samoa và quần đảo Phoenix, ngược lên phía bắc đến miền nam Nhật Bản, xa về phía nam đến Úc.
Cá mú hoa nâu trưởng thành cư trú trên các ám tiêu và trong đầm phá có nhiều san hô, cá con thì sống trong thảm cỏ biển, khu vực cửa sông hoặc các vùng nước ven bờ có độ mặn thấp. Loài này được tìm thấy ở độ sâu đến 70 m.

## Mô tả
Chiều dài lớn nhất được biết đến ở cá mú hoa nâu là 120 cm, với khối lượng lớn nhất có thể đạt được là khoảng 11 kg. Cơ thể màu vàng nâu nhạt với 5 hàng vệt đốm nâu sẫm. Đầu, thân và các vây phủ dày đặc các chấm nâu nhỏ sát nhau, những chấm trên các vệt đốm nâu lớn sẫm màu hơn. Một đốm đen nhỏ ở phía sau cuống đuôi. Có 2 hoặc 3 sọc sẫm mờ ở hai bên hàm.
Số gai vây lưng: 11; Số tia vây lưng: 14–15; Số gai vây hậu môn: 3; Số tia vây hậu môn: 8; Số tia vây ngực: 18–20; Số vảy đường bên: 52–58.

## Sinh thái
Thức ăn của cá mú hoa nâu bao gồm nhiều loại cá nhỏ hơn, cua và động vật chân đầu. Loài này chủ yếu hoạt động vào lúc chập tối.

## Giống lai
Cá mú trân châu là loài cá lai của giữa cá mú nghệ đực (E. lanceolatus) và cá mú hoa nâu cái, được sản xuất giống thành công bởi nhiều nước như Trung Quốc, Indonesia, Malaysia, Philippines và Việt Nam. Cá lai có giá trị kinh tế cao, quy mô nuôi trồng thủy sản tăng hàng năm do chúng nổi trội hơn các loài cá mú khác về tốc độ sinh trưởng, chất lượng thịt, cũng như khả năng thích nghi với môi trường sống.
Ở Hồng Kông, giá cả phải chăng và kích thước to lớn nên cá mú trân châu là lựa chọn phổ biến cho các hoạt động phóng sinh. Chính vì điều đó mà loài cá lai này đã phát triển mạnh mẽ trong tự nhiên ở Hồng Kông và sống trong môi trường tương tự như những loài Epinephelus bản địa. Không những vậy, cá mú trân châu còn ăn nhiều loại con mồi mà cá mú bản địa khác thường không ăn, như họ Cá mào gà và họ Mực ống. Việc cá mú trân châu tận dụng ổ sinh thái còn trống, cùng với bằng chứng về khả năng tạo ra thế hệ con lai F2 khỏe mạnh, cho thấy cá mú trân châu có khả năng thiết lập quần thể tại đây, đe dọa đến hệ sinh thái biển.

## Thương mại
Cá mú hoa nâu là loài có giá trị thương mại trong nghề cá xuất khẩu ở Đông Nam Á và Trung Quốc. Nhiều cá thể cũng bị đánh bắt từ tự nhiên để phục vụ cho mục đích nuôi trồng thủy sản. Tuy nhiên, thịt của loài này có thể gây ngộ độc ciguatera ở vài nơi trên Thái Bình Dương.